# Valladolid, Yucatán
Valladolid är en ort i Mexiko.   Den ligger i kommunen Valladolid och delstaten Yucatán, i den östra delen av landet, 1 100 km öster om huvudstaden Mexico City. Valladolid ligger 24 meter över havet och antalet invånare är 39 663.
Terrängen runt Valladolid är mycket platt. Runt Valladolid är det ganska tätbefolkat, med 75 invånare per kvadratkilometer. Valladolid är det största samhället i trakten. Trakten runt Valladolid består till största delen av jordbruksmark.